# Sergio Pagano
Sergio Pagano (Bargagli, 6 novembre 1948) è un vescovo cattolico e religioso italiano, dal 29 settembre 2007 vescovo titolare di Celene e dal 5 luglio 2024 assessore del Pontificio comitato di scienze storiche.

## Biografia
Nasce a Terrusso, frazione di Bargagli, in provincia e arcidiocesi di Genova, il 6 novembre 1948.

### Formazione e ministero sacerdotale
Entra nell'ordine dei Barnabiti nel 1966: compie il noviziato al collegio Carrobiolo di Monza, segue poi gli studi superiori presso il Collegio San Francesco a Lodi e quelli filosofici e teologici a Roma, presso la Pontificia università urbaniana.
Il 28 maggio 1977 è ordinato presbitero, a Roma, dal vescovo barnabita Placido Maria Cambiaghi, vescovo emerito di Novara.
Effettua ricerche di storia della Chiesa, consultando antichi documenti in originale. Nel 1978 si laurea in Teologia, con specializzazione in Liturgia, discutendo la tesi I manoscritti liturgici della Biblioteca sublacense di Santa Scolastica: secoli XI-XIII. Si diploma come paleografo ed archivista presso la Scuola vaticana di paleografia diplomatica e archivistica; nel 1978 è anche accolto come scrittore nell'Archivio segreto vaticano.
È docente di Archivistica e poi di Diplomatica Pontificia nella Scuola dell'Archivio segreto vaticano ed entra nell'Accademia di San Carlo di Milano. È scelto come rappresentante dell'Archivio segreto al Comité International d'Archivistique e diventa consultore storico della Congregazione delle cause dei santi, dal maggio 1985, e consultore della Pontificia commissione per i beni culturali della Chiesa, dal 1997.
Il 30 gennaio 1995 è nominato vice prefetto dell'Archivio segreto vaticano; in seguito riceve l'incarico di vice direttore della Scuola vaticana di paleografia diplomatica e archivistica. Dal 1989 al 2001 ricopre la carica di direttore del Centro Studi Storici dei Padri Barnabiti di Roma. Il 7 gennaio 1997 riceve la nomina di prefetto dell'Archivio Segreto Vaticano e di direttore della Scuola vaticana di paleografia diplomatica e archivistica, incarichi che attualmente ricopre. È quindi membro di diritto, perdurante munere, della Pontificia accademia delle scienze e del Pontificio comitato di scienze storiche.
Da marzo 2000 è socio corrispondente dei Monumenta Germaniae Historica, dal luglio 2000 della Società romana di storia patria, da gennaio 2005 è socio onorario del Consiglio direttivo dell'Associazione italiana per lo studio della santità, dei culti e dell'agiografia. Da luglio 2005 diventa socio della Fondazione Latinitas, per la promozione e lo studio della lingua latina.

### Ministero episcopale
Il 4 agosto 2007 papa Benedetto XVI lo eleva alla dignità episcopale, nominandolo vescovo titolare di Celene. Il 29 settembre successivo riceve l'ordinazione episcopale, con gli arcivescovi Francesco Giovanni Brugnaro, Gianfranco Ravasi (poi cardinale), Tommaso Caputo, Mieczysław Mokrzycki e Vincenzo Di Mauro, nella basilica di San Pietro in Vaticano, per imposizione delle mani dello stesso pontefice, co-consacranti i cardinali Tarcisio Bertone e Marian Jaworski.
Il 18 ottobre 2007 riceve la nomina di direttore scientifico dell'Archivio storico dell'arcidiocesi di Lucca, per gli anni 2007-2012, mentre nel dicembre 2007 diventa membro della Pontificia commissione per i beni culturali della Chiesa.
È membro dell'Accademia Nazionale dei Lincei.
Il 22 ottobre 2019 l'Archivio segreto vaticano viene rinominato Archivio apostolico vaticano.
Il 5 luglio 2024 papa Francesco lo nomina assessore del Pontificio comitato di scienze storiche, lasciando l'incarico di prefetto dell'Archivio apostolico vaticano a padre Rocco Ronzani.

## Genealogia episcopale
La genealogia episcopale è:
- Cardinale Scipione Rebiba
- Cardinale Giulio Antonio Santori
- Cardinale Girolamo Bernerio, O.P.
- Arcivescovo Galeazzo Sanvitale
- Cardinale Ludovico Ludovisi
- Cardinale Luigi Caetani
- Cardinale Ulderico Carpegna
- Cardinale Paluzzo Paluzzi Altieri degli Albertoni
- Papa Benedetto XIII
- Papa Benedetto XIV
- Papa Clemente XIII
- Cardinale Bernardino Giraud
- Cardinale Alessandro Mattei
- Cardinale Pietro Francesco Galleffi
- Cardinale Giacomo Filippo Fransoni
- Cardinale Antonio Saverio De Luca
- Arcivescovo Gregor Leonhard Andreas von Scherr, O.S.B.
- Arcivescovo Friedrich von Schreiber
- Arcivescovo Franz Joseph von Stein
- Arcivescovo Joseph von Schork
- Vescovo Ferdinand von Schlör
- Arcivescovo Johann Jakob von Hauck
- Vescovo Ludwig Sebastian
- Cardinale Joseph Wendel
- Arcivescovo Josef Schneider
- Vescovo Josef Stangl
- Papa Benedetto XVI
- Vescovo Sergio Pagano, B.

## Opere
Inizia a pubblicare una lunga serie di saggi e di scritti, di vario argomento, su vari periodici, come Eco dei Barnabiti (dal 1974), Ricerche per la storia religiosa di Roma (dal 1979), Benedictina (dal 1980), Euntes Docete (dal 1981), Nuova rivista musicale italiana (dal 1982), Archivio storico lodigiano - Dizionario degli Istituti di Perfezione (dal 1983) - Parnassos (dal 1983), Archivio della Società Romana di storia patria (dal 1984) - Barnabiti Studi (dal 1984), Ricerche per la storia religiosa di Roma (dal 1985), Archivio storico per la Sicilia Orientale (dal 1987), Rinascimento (dal 1992), Bollettino storico per la Provincia di Novara (dal 1993), Il Popolo Dertonino (dal 1994), Roma moderna e contemporanea (dal 1996), L'Osservatore Romano (dal 1997), La Civiltà Cattolica (dal 1998), Revue d’Histoire Ecclésiastique - Archiva Ecclesiae - Archivum Historiae Pontificiae (dal 1999), Rivista di Storia, Arte, Archeologia per le province di Alessandria e Asti (dal 2001), Cristianesimo nella storia (dal 2002), Bollettino Ceciliano (dal 2003), Archivum Franciscanum Historicum (dal 2004), Notiziario dell’Associazione Archivistica Ecclesiastica (dal 2006), Galilaeana. Journal of Galilean Studies (dal 2010), Collectanea Franciscana (dal 2011).
Ha pubblicato saggi su Atti di convegni, congressi o seminari: Convegno di studi nel Centenario della morte di Luigi Bruzza: 1883-1983 (1984); La memoria silenziosa – Formazione, tutela e status giuridico degli archivi monastici nei monumenti nazionali. Convegno (Veroli-Ferentino, 6-8 novembre 1998), (2000); Chiesa chierici sacerdoti – Clero e seminari in Italia tra XVI e XX secolo. Convegno (Siena, Archivio di Stato, Seminario Arcivescovile, 21 maggio 1999) (2000); Convegno di studi storici (Montepulciano, 4 maggio 2002) (2003); Leone XIII e gli studi storici. Convegno (Città del Vaticano, 30-31 ottobre 2003) (2005); La tipografia a Milano nel Quattrocento. Convegno nel V centenario della morte di Filippo Cavagni da Lavagna (16 ottobre 2006) (2007); Monarquía y sociedad en el reino de León. De Alfonso III a Alfonso VII. Congresso (León, 25-28 ottobre 2006) (2007); La sollecitudine ecclesiale di Pio XI. Alla luce delle nuove fonti archivistiche. Convegno (Città del Vaticano, 26-28 febbraio 2009) (2010); La Penitenzieria Apostolica e il suo archivio. Giornata di studio (Roma, Palazzo della Cancelleria, 18 novembre 2011) (2012); Religiosa archivorum custodia. IV Centenario della Fondazione dell'Archivio Segreto Vaticano (1612-2012). Convegno (Città del Vaticano, 17-18 aprile 2012) (2015); La formazione del presbitero nella storia del Seminario Romano. Convegno (Pontificio Seminario Romano) (2017).
Ha steso voci biografiche per il Dizionario Biografico degli Italiani, per il Dizionario Storico dell'Inquisizione, per il Diccionario general de Derecho Canónico (Universidad de Navarra), per il Dizionario Biografico dei Giuristi Italiani (XII-XX secolo). Ha presentato il catalogo della mostra Lux in Arcana. L'Archivio Segreto Vaticano si rivela (Roma, Musei Capitolini, 29 febbraio – 9 settembre 2012).
Un elenco delle sue pubblicazioni, accompagnato da note biografiche, è consultabile sul sito dell'Archivio apostolico vaticano.

### Libri
- Barnabiti alla corte imperiale di Cina, Firenze, Provincia romana dei PP. Barnabiti, 1982, SBN SBL0316570.
- L'azione anticamerale di S. Carlo a Mantova nel 1568, Milano, Accademia San Carlo, 1990, SBN BA10104710.
- Gerarchia barnabitica: preposti generali - assistenti generali - procuratori generali - preposti provinciali - preposti e superiori locali (1536-1700), Roma, Centro Studi Storici Barnabiti, 1994, SBN PBE0105941.
- Il cardinale Uberto Gambara vescovo di Tortona (1489-1549), Firenze, L. S. Olschki, 1995, SBN CFI0306503.
- Le ragioni temporali di un vescovo: Maffeo Gambara vescovo di Tortona e il conflitto giurisdizionale con il senato di Milano: 1593-1596, Roma, Gangemi, 2000, SBN BVE0206934.
- Paesi infetti: magia, eresia e faide familiari nel tortonese durante il secolo XVI, Roma, Gangemi, 2003, SBN TO01273843.
- Gli inserti nei registri lateranensi di Bonifacio IX: una ricerca in corso. Inaugurazione del Corso Biennale, Anni Accademici 2006-2008, Città del Vaticano, Scuola vaticana di paleografia, diplomatica e archivistica presso l'Archivio segreto vaticano, 2008, SBN PUV1122058.
- Galileo Galilei: lo splendore e le pene di un divin uomo, Firenze, Polistampa, 2009, SBN PAR1174059.
- Tortona scomunicata e assolta (1330-1340), Varzi, Guardamagna editori, 2017, SBN TO02019482.
- Sergio Pagano e Massimo Franco, Secretum. Papi, guerre, spie: i misteri dell’Archivio Vaticano svelati dal prefetto che lo guida da un quarto di secolo, Solferino, 2024, 448 pp.

### Scritti per periodici
- Un ricordo del prof. Giulio Battelli. Ricercatore instancabile studioso autorevole umile maestro, in L'Osservatore Romano, Città del Vaticano, 16 marzo 2005,  p. 3, SBN CFI0375770.

### Scritti per miscellanee
- L'Archivio Segreto Vaticano e la prefettura di Angelo Mercati (1925-1955). Con notizie d'ufficio dai suoi diari, in Dall'Archivio Segreto Vaticano: miscellanea di testi, saggi e inventari, V, Città del Vaticano, Archivio Segreto vaticano, 2011,  pp. 3-155, SBN RML0161556.
- Le fonti storiche per la vita di Celestino V e i documenti vaticani. Festa della perdonanza celestiniana. Lectio magistralis in occasione della presentazione della bolla di elezione di papa Celestino V al soglio pontificio (L'Aquila, chiesa di san Giuseppe artigiano, 27 agosto 2012), in Alla clemenza della Santità Vostra. Bolla di elezione di papa Celestino V, Todi, Tau Editrice, 2012,  pp. 15-37, SBN TO01866871.[8]
- Documenti inediti dell'Archivio Segreto Vaticano concernenti il Sovrano Militare Ordine di Malta (1704-1807), in Studi in onore del cardinale Raffaele Farina / a cura di Ambrogio M. Piazzoni, II, Città del Vaticano, Biblioteca Apostolica Vaticana, 2013,  pp. 845-884, SBN PUV1378056.

### Curatele
- Sacramentarium Sublacense: Roma, Cod. Vallic. B 24, cc. 1-99, sec. XI, Roma-Subiaco, Libreria editrice vaticana-Tip. editrice Santa Scolastica, SBN SBL0631399.
- (IT, LA) Gli statuti dei mazzieri pontifici del 1437 = The Statutes of the Papal Mace-Bearers in 1437, Roma, Gangemi Editore, 2007, SBN RML0401684.
- Concilium Oecumenicum Vaticanum II indicitur Humanae Salutis. La Bolla di indizione del Concilio Ecumenico Vaticano II, Città del Vaticano, Archivio Segreto Vaticano, 2012, SBN RMS2563708.
- Sergio Pagano e Gianni Venditti (a cura di), Diari di Achille Ratti. I: Visitatore Apostolico in Polonia (1918-1919), Città del Vaticano, Archivio Segreto Vaticano, 2013, SBN UBO4127119.
- Sergio Pagano (a cura di), «In quotidiana conversazione». G. B. Montini alla scuola di Pio XII (dai fogli di udienza, 1945-1954), LXVII, Città del Vaticano, Archivio Apostolico Vaticano, 2022, ISBN 978-88-98638-20-8.